# Judas de Jerusalém
Judas, dito Ciríaco (em latim: Kyriakos), também conhecido popularmente como Judas de Jerusalém, era o bisneto de Judas, irmão de Jesus e o último bispo de Jerusalém de origem judaica de acordo com Epifânio de Salamina e Eusébio de Cesareia.
Não sabe-se a data do início de seu episcopado, mas acredita-se que Judas tenha vivido até depois da Revolta de Barcoquebas (132 - 136 d.C.), pelo menos até o décimo-primeiro ano do reinado de Antonino Pio (ca. 148 d.C.). Porém, há uma contradição nestas datas, pois Marcos foi apontado como bispo de Élia Capitolina em 135 d.C. pelo bispo metropolitano de Cesareia Marítima.